# کورنبرگ
کورنبرگ (به آلمانی: Cornberg) یک شهر در آلمان است که در هرسفلد-رتنبورگ واقع شده‌است. کورنبرگ ۱٬۶۱۹ نفر جمعیت دارد.